# Lajban
Lajban var en svensk barntidning som gavs ut åren 1969–1978. 
De första två åren innehöll tidningarna inga serier, utan enbart sagor, illustrationer och pyssel. Från 1972 utvecklades den alltmer till en renodlad serietidning. Som symbol för tidningen specialproducerade man en huvudserie, av Olle Snismarck, – även den kallad "Lajban" – som handlade om ett busfrö i samma tradition som "Dennis" och "Peo".
Tidningen gavs från början ut av förlaget Williams, uppköpta av Semic 1975 med fortsatt utgivning av tidningen.
 Artikeln var, i den version den hade den 14 november 2005, helt eller delvis hämtad från Seriewikin (hos Seriefrämjandet): Lajban